# WTA German Open 1995
Il WTA German Open 1995 è stato un torneo di tennis giocato sulla terra rossa.
È stata la 83ª edizione del German Open che fa parte della categoria Tier I nell'ambito del WTA Tour 1995.
Si è giocato al Rot-Weiss Tennis Club di Berlino in Germania dal 15 al 21 maggio 1995.

## Campionesse

### Singolare
Arantxa Sánchez Vicario ha battuto in finale  Magdalena Maleeva con il punteggio di 6–4, 6–1

### Doppio
Amanda Coetzer /  Inés Gorrochategui hanno battuto in finale  Gabriela Sabatini /  Larisa Neiland con il punteggio di 4–6, 7–6, 6–2